# 井上尭裕
井上 尭裕（いのうえ たかひろ、1936年1月1日 - 2002年）は、日本の西洋史学者。

## 人物・来歴
愛知県生まれ。東京大学教養学部フランス科卒、1964年同大学院西洋史専攻博士課程満期退学。聖心女子大学助教授、教授を務めた。フランス思想・文化史が専門だった。

## 著書
- 『ルソーとヴォルテール』世界書院 1995
- 『印象派の社会史 講義ノート』刀水書房 2007

### 翻訳
- ユベール・メティヴィエ『アンシアン・レジーム フランス絶対主義の政治と社会』 (文庫クセジュ)白水社 1965
- ジョルジュ・デュプー『フランス社会史 1789-1960』井上幸治監訳、武本竹生、本池立共訳 東洋経済新報社 1968
- モンテスキュー『法の精神』（世界の名著 28）中央公論社 1972
- ベルンハルト・グレトゥイゼン『フランス革命の哲学』 (りぶらりあ選書) 法政大学出版局 1977
- エマニュエル・ダスティエ『パリは解放された』 (ドキュメンタリー・フランス史) 編訳. 白水社 1985
- ジャン・スタロバンスキー『フランス革命と芸術 1789年理性の標章』(叢書・ウニベルシタス)法政大学出版局 1989
- ボニー・G.スミス『有閑階級の女性たち フランスブルジョア女性の心象世界』飯泉千種共訳 法政大学出版局(りぶらりあ選書)  1994
- ジョン・キーガン『戦争と人間の歴史 人間はなぜ戦争をするのか?』 (刀水歴史全書)刀水書房 2000